# Томоко Охара
Томоко Охара (јап. 大原 智子; 1957) бивша је јапанска фудбалерка.

## Репрезентација
За репрезентацију Јапана дебитовала је 1981. године.

## Статистика
| Јапан  | Јапан | Јапан |
| Год.   | Ута.  | Гол.  |
| ------ | ----- | ----- |
| 1981   | 1     | 0     |
| Укупно | 1     | 0     |